# Мадай
Мадай, Мади — в Книге Бытия третий сын Иафета, внук Ноя (Быт. 10:2). Родоначальник мидян. 
Согласно Толковой Библии А. П. Лопухина, именем Мадай, по свидетельству священных книг Персии и Индии, подкрепленному ассирийскими надписями, назывались первобытные арийцы, жившие в западной Азии, а именно в Мидии, откуда большая часть их со временем переселилась на восток и получила название индусов, а меньшая осталась на месте и удержала название мидян. О родстве мидян с персами, и вообще арийцами, сообщал и пророк Даниил.
Согласно Книге Юбилеев, был женат на дочери Сима.
В Иосиппоне приведены имена, отличные от других хронистов:
Мадай — это Азарлос, живущие в стране Бурсан (или Ворсан).
В Книге праведного упоминаются дети Мадая (Мади): Ачон (Акон), Зило (Цеело), Казонай (Кацони) и Лот.
Абу Сулейман Дауд со ссылкой на Шериф-ел-Идрисы упоминает сына Мадая — Саклаба.